# Stephan Oberholz
Stephan Oberholz (* 18. September 1964) ist ein deutscher Richter. Seit 2022 ist er Vorsitzender des DFB-Sportgerichts.

## Leben
Oberholz war ab 1996 Richter am Landgericht Leipzig. Zeitweise war er Pressesprecher der dortigen Zivilkammer. Er war Vizepräsident des Sächsischen Fußball-Verbands und Vorsitzender des Sportgerichts des Nordostdeutschen Fußballverbands.
Seit dem 11. März 2022 ist er als Nachfolger von Hans Eberhard Lorenz Vorsitzender des DFB-Sportgerichts, dessen stellvertretender Vorsitzender er zuvor war. Zudem ist er Vizepräsident des Nordostdeutschen Fußballverbands.